# Мария Бургундская
Мари́я Бургу́ндская (фр. Marie de Bourgogne, 13 февраля 1457, Брюссель — 27 марта 1482, Брюгге) — с 1477 года герцогиня Бургундии, графиня Эно и маркграфиня Намюра, графиня Голландии, единственная дочь и наследница герцога Бургундии Карла Смелого. Имела прозвище Богатая.

## Биография
После гибели отца Карла Смелого в январе 1477 года Мария унаследовала престол герцогов Бургундских, что позволило ей стать одной из самых желанных невест Европы тех лет. Наследство Марии включало в себя районы нынешней северо-восточной Франции (Бургундию, значительную часть Лотарингии и Эльзаса), а также Франш-Конте, Фландрию, Эно и Брабант. Когда западной частью Бургундии в ходе начавшейся войны за Бургундское наследство силой завладел французский король Людовик XI, то для оправдания этого захвата он предложил двадцатилетней Марии стать супругой его семилетнего сына дофина Карла. Но значительная часть подданных герцогини была против французского господства. В это время нашёлся ещё один претендент на руку Марии — Максимилиан Габсбург, сын императора Фридриха III. 11 февраля даровала Бургундским Нидерландам Великую привилегию.
В итоге у Марии Бургундской, которая вышла замуж 14 августа 1477 года в Генте за эрцгерцога Максимилиана Габсбурга (впоследствии император Священной Римской империи Максимилиан I), остались графство Бургундия (Франш-Конте) и Нидерланды. Таким образом, эти владения вошли в состав фамильных владений дома Габсбургов. Также к потомкам Марии перешёл и орден Золотого руна, основанный её дедом, бургундским герцогом Филиппом Добрым, в 1430 году.

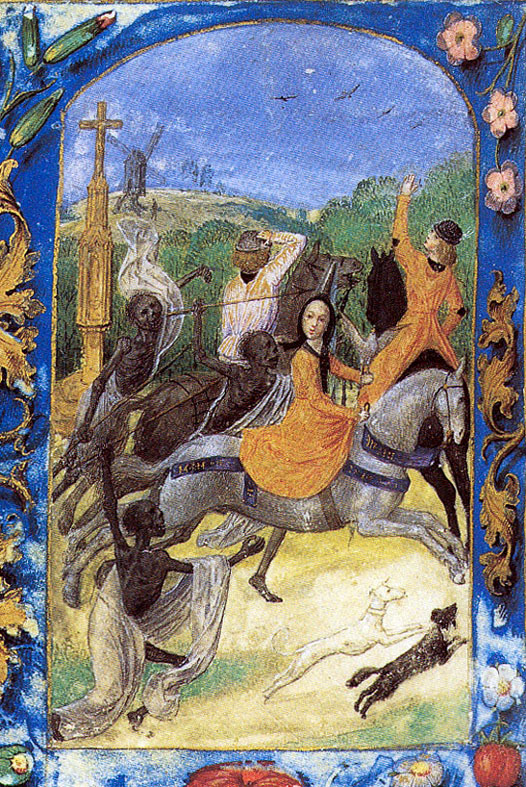
Мария Бургундская на роковой охоте, преследуемая смертью (миниатюра из часослова, начатого для Марии и законченного уже для Максимилиана).

Мария умерла в 1482 году в возрасте всего 25 лет от гемопневмоторакса, ставшего следствием падения с лошади во время соколиной охоты. Филипп де Коммин в «Мемуарах» пишет:

На четвёртый год она умерла, упав с лошади или от лихорадки, но скорей всего, от падения. Некоторые говорят, что она была беременна. Это было большим несчастьем для её людей, ибо она была дамой добропорядочной, щедрой и любимой своими подданными; её больше почитали и боялись, чем её мужа… Она очень любила своего мужа и имела добрую репутацию. Смерть её случилась в 1482 году.
Мария Бургундская похоронена в церкви Богоматери в Брюгге рядом со своим отцом Карлом Смелым.

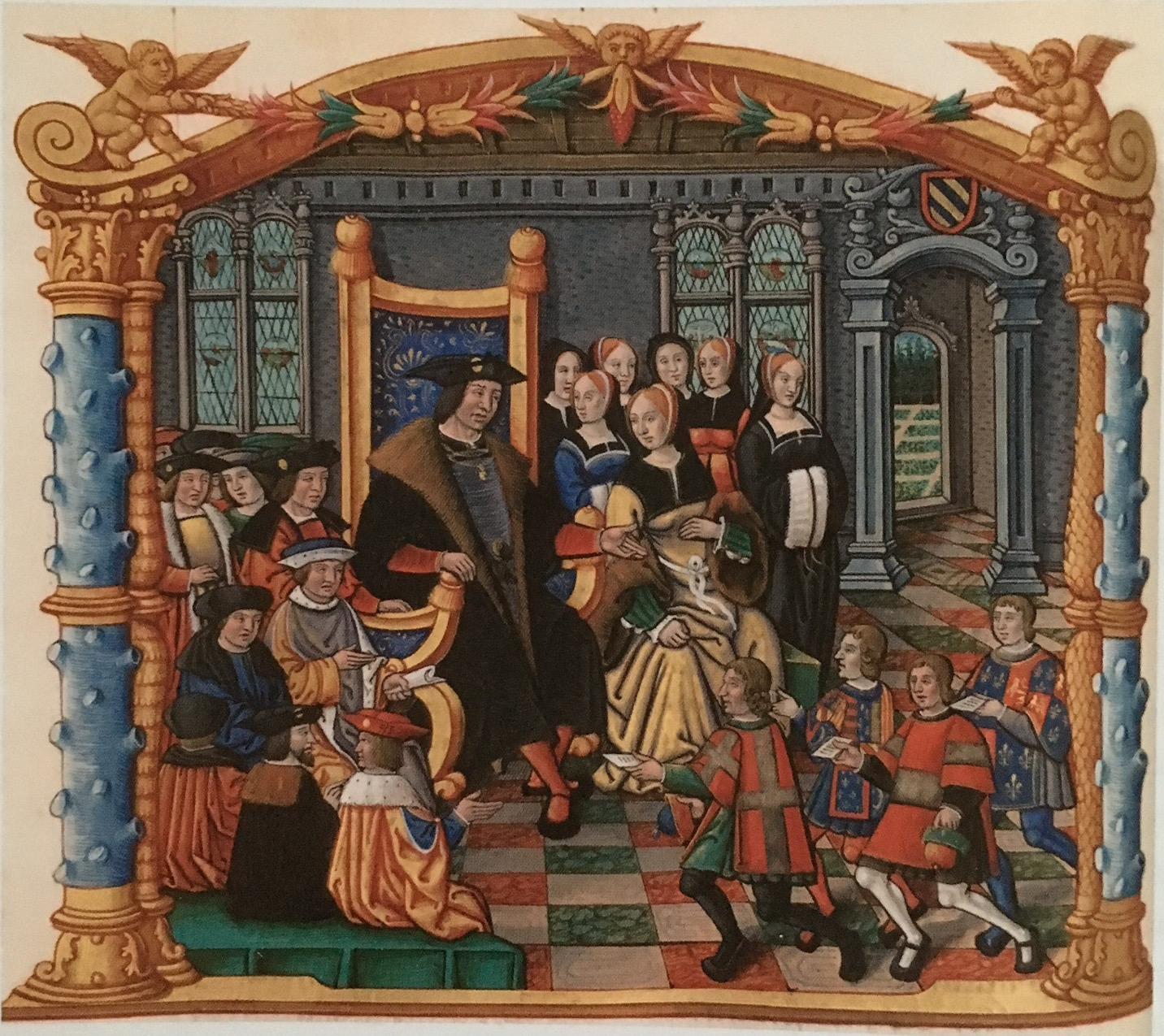
Претенденты на руку Марии Бургундской. Миниатюра из рукописи «Мемуаров» Филиппа де Коммина, 1518—1524 гг.

## Семейные отношения
Сохранились письма Максимилиана к другу Зигмунду Прюшенку. В одном из них содержится описание внешности его будущей жены:

Это дама красивая, благочестивая, добродетельная, которой я, благодарение Господу, превесьма доволен. Сложением хрупкая, с белоснежной кожей; волосы каштановые, маленький нос, небольшая головка, некрупные черты лица; глаза карие и серые одновременно, ясные и красивые. Нижние веки чуть припухшие, как будто она только что ото сна, но это едва заметно. Губы чуть полноваты, но свежи и алы. Это самая красивая женщина, какую я когда-либо видел.

На свадьбе невеста была в золотом платье, жених — в серебряных доспехах.
После бракосочетания Максимилиан с женой устроили «совместную спальню» — редкое явление в знатных семьях того времени, когда супруги обыкновенно в одной кровати не спали.
Максимилиан пережил Марию на тридцать семь лет и, согласно Куспиниану, все эти годы «не мог удержаться от слез, вспоминая о ней». Он заказывал её портреты, чеканил монеты и медали с её изображением, а также сделал героиней двух своих сочинений — Teuerdank и Weisskunig.

## Потомки
Её сын Филипп Австрийский, которому было в момент гибели матери четыре года, продолжил дом Габсбургов и стал родоначальником обеих его ветвей: он был отцом (от брака с кастильской принцессой Хуаной Безумной) императоров Карла V (предка испанских Габсбургов) и Фердинанда I (предка австрийских Габсбургов); обе ветви сохраняли фамильные притязания на Нидерланды и другие бургундские владения.
Её дочь Маргарита Австрийская — штатгальтер Испанских Нидерландов.

## Образ в культуре

### В литературе
- Грёссинг З. Максимилиан I / Пер. с нем. Е. Б. Каргиной. — М.: АСТ, 2005. — 318 с. — (Историческая библиотека). — 5000 экз. — ISBN 5-17-027939-6.
- Филипп де Коммин. Мемуары / Пер., статья и прим. Ю. П. Малинина. — М.: Наука, 1986. — 496 с. — (Памятники исторической мысли). — 100 000 экз.

### В кино
Сериал «Максимилиан» (Австрия, 2016). В роли Марии Бургундской — Криста Тере.